# Flotta (isola)
Flotta è una piccola isola dell'arcipelago delle Orcadi in Scozia. L'isola è nota per il suo grande porto petrolifero ed è collegata a Houton nella Mainland tramite i traghetti delle Orcadi (Orkney Ferries).